# Fangxiang (köpinghuvudort i Kina, Jiangsu Sheng, lat 32,51, long 119,39)
Fangxiang (kinesiska: 方巷, 方巷镇) är en köpinghuvudort i Kina. Den ligger i provinsen Jiangsu, i den östra delen av landet, omkring 73 kilometer nordost om provinshuvudstaden Nanjing. Antalet invånare är 43 761. Befolkningen består av 21 486 kvinnor och 22 275 män. Barn under 15 år utgör 10,0 %, vuxna 15-64 år 75 %, och äldre över 65 år 13,0 %.
Runt Fangxiang är det tätbefolkat, med 613 invånare per kvadratkilometer. Närmaste större samhälle är Yangzhou, 12,9 km söder om Fangxiang. Trakten runt Fangxiang består till största delen av jordbruksmark.
Genomsnittlig årsnederbörd är 1 277 millimeter. Den regnigaste månaden är juli, med i genomsnitt 262 mm nederbörd, och den torraste är december, med 31 mm nederbörd.